# Wspólnota administracyjna Burgbernheim
Wspólnota administracyjna Burgbernheim – wspólnota administracyjna (niem. Verwaltungsgemeinschaft) w Niemczech, w kraju związkowym Bawaria, w rejencji Środkowa Frankonia, w regionie Westmittelfranken, w powiecie Neustadt an der Aisch-Bad Windsheim. Siedziba wspólnoty znajduje się w mieście Burgbernheim, a przewodniczącym jej jest Matthias Schwarz.
We wspólnocie zrzeszone jest jedn a gmina miejska (Stadt), jedna gmina targowa (Markt) oraz dwie gminy wiejskie (Gemeinde): 
- Burgbernheim; miasto, 2 966 mieszkańców, 43,32 km²
- Gallmersgarten; 738 mieszkańców, 15,17 km²
- Illesheim; 929 mieszkańców, 21,43 km²
- Marktbergel; gmina targowa, 1 509 mieszkańców, 24,20 km²